# Gyerekbetegségek
A Gyerekbetegségek 1965-ben készült színes magyar film, amelyet Kardos Ferenc és Rózsa János rendezett. Készült a Magyar Filmgyártó Vállalat műtermeiben.

## Ismertető
A film egy első osztályos kisfiú, annak családja és osztálytársai életét mutatja be gyerekszemmel, az 1960-as évek közepének Budapestjén.

## Szereplők
- Géczy István (Kisfiú)
- Keres Emil (Apa)
- Kassai Tünde (Zizi)
- Halász Judit (Tanítónő)
- Horváth Béla (Nagybácsi)
- Tímár Éva
- Bánfai Dóri (Manöken)
- Mamusich Márta (Anya)
- Patkós Irma (Nagymama)
- Bakó Márta
- Erőss Tamás
- Hável László
- Ferencz László
- Mészáros István
- Dudás Mária
- Mészáros György
- Balogh Mihály
- Lontay Gábor (Dagi)
- Baranyai Rita (Rita)